# Monostiolum nocturnum
Monostiolum nocturnum là một loài ốc biển, là động vật thân mềm chân bụng sống ở biển trong họ Buccinidae, the true whelks.